# N822 (België)
De N822 is een gewestweg in de Belgische provincies Luxemburg en Luik. De route verbindt de N68 in Vielsalm met de N651 in Vaux-Chavanne. De route heeft een lengte van ongeveer 17 kilometer.

## N822a
De N822a is een aftakking van de N822 in Vielsalm. De 350 meter lange route verbindt de N822 met de N68 via de Route de Rencheux.